# Kazuki Tomono
Kazuki Tomono (jap. 友野一希 Tomono Kazuki; ur. 15 maja 1998 w Sakai) – japoński łyżwiarz figurowy, startujący w konkurencji solistów. Wicemistrz czterech kontynentów (2022), medalista zawodów z cyklu Grand Prix, mistrz Japonii juniorów (2017).

## Osiągnięcia
| Zawody                                | 11–12          | 12–13          | 13–14          | 14–15          | 15–16          | 16–17          | 17–18          | 18–19          | 19–20          | 20–21          | 21–22          | 22–23          | 23–24          |                |                |                |                |
| Międzynarodowe                        | Międzynarodowe | Międzynarodowe | Międzynarodowe | Międzynarodowe | Międzynarodowe | Międzynarodowe | Międzynarodowe | Międzynarodowe | Międzynarodowe | Międzynarodowe | Międzynarodowe | Międzynarodowe | Międzynarodowe | Międzynarodowe | Międzynarodowe | Międzynarodowe | Międzynarodowe |
| ------------------------------------- | -------------- | -------------- | -------------- | -------------- | -------------- | -------------- | -------------- | -------------- | -------------- | -------------- | -------------- | -------------- | -------------- | -------------- | -------------- | -------------- | -------------- |
| Mistrzostwa świata                    |                |                |                |                |                |                | 5              |                |                |                | 6              | 6              |                |                |                |                |                |
| Mistrzostwa czterech kontynentów      |                |                |                |                |                |                |                | 12             | 7              | C              | 2              |                |                |                |                |                |                |
| GP Cup of China                       |                |                |                |                |                |                |                |                |                |                |                |                | 4              |                |                |                |                |
| GP Gran Premio d’Italia               |                |                |                |                |                |                |                |                |                |                | 6              |                |                |                |                |                |                |
| GP Grand Prix de France               |                |                |                |                |                |                |                |                |                |                |                | 3              |                |                |                |                |                |
| GP NHK Trophy                         |                |                |                |                |                |                | 7              |                |                | 2              |                | 4              |                |                |                |                |                |
| GP Rostelecom Cup                     |                |                |                |                |                |                |                | 3              | 8              |                | 3              |                |                |                |                |                |                |
| GP Skate America                      |                |                |                |                |                |                |                |                | 5              |                |                |                |                |                |                |                |                |
| GP Skate Canada International         |                |                |                |                |                |                |                | 9              |                |                |                |                | 4              |                |                |                |                |
| CS Lombardia Trophy                   |                |                |                |                |                |                |                | 5              | 7              |                |                |                |                |                |                |                |                |
| CS Nebelhorn Trophy                   |                |                |                |                |                |                |                |                |                |                |                | 4              | 2              |                |                |                |                |
| CS U.S. International Classic         |                |                |                |                |                |                | 5              |                |                |                |                |                |                |                |                |                |                |
| Coupe du Printemps                    |                |                |                |                |                |                | 2              |                |                |                |                |                |                |                |                |                |                |
| Zimowa Uniwersjada                    |                |                |                |                |                |                |                | 6              |                |                |                |                |                |                |                |                |                |
| Międzynarodowe: Kategorie młodzieżowe |                |                |                |                |                |                |                |                |                |                |                |                |                |                |                |                |                |
| Mistrzostwa świata juniorów           |                |                |                |                | 15             | 9              |                |                |                |                |                |                |                |                |                |                |                |
| JGP w Japonii                         |                |                |                |                |                | 4              |                |                |                |                |                |                |                |                |                |                |                |
| JGP na Łotwie                         |                |                |                |                | 13             |                |                |                |                |                |                |                |                |                |                |                |                |
| JGP w Słowenii                        |                |                |                |                |                | 3              |                |                |                |                |                |                |                |                |                |                |                |
| Asian Open Trophy                     | 7 J            |                |                |                |                |                |                |                |                |                |                |                |                |                |                |                |                |
| International Challenge Cup           |                |                | 2 J            |                |                |                |                |                |                |                |                |                |                |                |                |                |                |
| Coupe du Printemps                    |                |                |                | 2 J            |                |                |                |                |                |                |                |                |                |                |                |                |                |
| Krajowe                               |                |                |                |                |                |                |                |                |                |                |                |                |                |                |                |                |                |
| Mistrzostwa Japonii                   |                |                | 20             | 18             | 16             | 5              | 4              | 4              | 6              | 6              | 5              | 3              |                |                |                |                |                |
| Mistrzostwa Japonii juniorów          | 9              | 10             | 6              | 4              | 2              | 1              |                |                |                |                |                |                |                |                |                |                |                |

## Programy
| Sezon   | Program krótki (SP)                                                                                 | Program dowolny (FS) | Pokazy mistrzów                             |
| ------- | --------------------------------------------------------------------------------------------------- | --- | ------------------------------------------- |
| 2020–21 | - The Hardest Button to Button (z baletu Chroma) – The White Stripes choreografia: Misza Ge         | - Ascension/Nature Boy – Ewan McGregor oryg. eden ahbez - El Tango de Roxanne (z filmu Moulin Rouge!) – Ewan McGregor oryg. The Police choreografia: Phillip Mills |                                             |
| 2019–20 | - The Hardest Button to Button (z baletu Chroma) – The White Stripes choreografia: Misza Ge         | - Ascension/Nature Boy – Ewan McGregor oryg. eden ahbez - El Tango de Roxanne (z filmu Moulin Rouge!) – Ewan McGregor oryg. The Police choreografia: Phillip Mills | - Freaks – Timmy Trumpet                    |
| 2018–19 | - Tema d'Amore (z filmu Kino Paradiso) – Ikuko Kawai oryg. Ennio Morricone choreografia: Misza Ge   | - Reel Around the Sun – Bill Whelan - Caoineadh Cu Chulainn – Bill Whelan - Riverdance – Bill Whelan choreografia: Misao Satō                                      | - Daft Punk medley choreografia: Misao Satō |
| 2017–18 | - Zigeunerweisen – Taro Hakase oryg. Pablo de Sarasate choreografia: Misao Satō                     | - West Side Story – Leonard Bernstein - Prologue - Cool - Maria - Symphonic Dances IV Mambo choreografia: Misao Satō                                               |                                             |
| 2016–17 | - V symfonia Beethovena – Ludwig van Beethoven - The Fifth – David Garrett choreografia: Misao Satō | - Amerykanin w Paryżu – George Gershwin choreografia: Misao Satō                                                                                                   |                                             |
| 2015–16 | - Japanese Doll – Mizuo Osawa - Genkon – Kaoru Wada choreografia: Misao Satō                        | - Devdas – Shawkat - Muthu – A.R. Rahman choreografia: Misao Satō                                                                                                  |                                             |